# Mimudea pulverulenta
Mimudea pulverulenta là một loài bướm đêm trong họ Crambidae.